# Dictyoglomerota
'Dictyoglomerota, příp. Dictyoglomota, je kmen bakterií tvořený jen jedním známým rodem druhem Dictyoglomus (a druhy Dictyoglomus thermophilum, Dictyoglomus turgidum). Je to gramnegativní extrémně termofilní (70 °C), striktně anaerobní a chemoorganotrofní bakterie, které nesporuluje. Buňky, které tvoří vlákna dlouhá 5-25 μm, jsou nepohyblivé.
Zajímavostí je, že tento druh tvoří enzym xylanázu, která je schopná rozložit xylan (heteropolymer cukru xylóza). Tento poznatek by se mohl uplatnit v papírenském průmyslu (konkrétně v bělení papíru).
Dictyoglomus byl izolován jak z prostředí vytvořených člověkem, tak z novozélandských horkých pramenech.